# Warlords Battlecry III
Warlords Battlecry III — компьютерная игра в жанре стратегии в реальном времени от австралийской компании «Infinite Interactive». Действия происходят в фэнтези вселенной Warlords, сюжет кампании разворачивается вокруг открытия портала в мир демонов на одном из островов. Игра является продолжением Warlords Battlecry II.

## Особенности игры
Геймплей игры представляет собой классическую стратегию в реальном времени с некоторыми изменениями.
- Четыре игровых ресурса: Золото, Металл, Камни и Кристаллы
- Шестнадцать рас: Рыцари, Империя, Гномы, Высшие Эльфы, Феи, Лесные Эльфы, Тёмные Эльфы, Тёмные Гномы, Минотавры, Орки, Варвары, Рой, Сирасси, Нежить, Лорды Чумы и Демоны
- Двадцать восемь классов персонажей
- Свита (Retinue) — игровые юниты, которые можно переносить между битвами

## Геймплей
Во время любой битвы, в игре будет присутствовать юнит-Варлорд — альтер эго игрока. Варлорд имеет базовые характеристики (сила, ловкость, ум, харизма), а также навыки, зависящие от выбранного класса. Навыки могут изменять какие-либо параметры Варлорда (например, скорость перемещения) или добавлять доступные заклинания. Как в большинстве ролевых игр, Варлорд имеет здоровье, ману и инвентарь. Как только здоровье Варлорда опускается до нуля, он погибает и не может участвовать в текущей битве (если при создании Варлорда был выбран режим Железный Человек, Варлорд погибает навсегда) и на месте убитого Варлорда возникает сундук с содержимым его инвентаря, однако предметы, которые на момент смерти были надеты, остаются. Помимо этого в игре присутствуют зелья здоровья и маны, восстанавливающие некоторое количество соответствующих характеристик, их количество ограничено(4\4 соответственно) и выдаётся на каждую миссию в отдельности (если только вы не обладаете способностью или заклинанием для их создания).
Игровые ресурсы приносят специальные здания-шахты, которые делятся на три категории, приносящие различное количество ресурсов за единицу времени. Захват шахт производится с помощью обращения — специальной возможности Варлорда, а также юнитов-генералов. Во время обращения юнит не должен перемещаться или сражаться, иначе обращение прервётся. Помимо обращения, здания-шахты можно грабить, от этого они дают большое количество ресурсов, но перестают функционировать на некоторый период. Те же шахты, в которых ресурсы иссякли, не восстанавливаются после разрушения никогда. В шахты можно помещать строителей для увеличения их выработки. С помощью обращения можно захватывать не только шахты, но и любые другие строения, кроме башен и стен. Кроме того, ресурсы могут генерироваться некоторыми зданиями, юнитами и самим Варлордом.
Каждый юнит имеет свои способности (например, отравление) и тип (например, великан). Атака юнитов также имеет свой тип (рубящий, колющий, дробящий, огненный, ледяной, электрический и магический), причём при каждом ударе есть шанс нанести критический урон (например, критический удар льдом накладывает на юнит эффект замораживания). Соответственно у каждого юнита есть показатель сопротивления к определённому виду урона. Некоторые юниты могут иметь дополнительные способности, такие как обращение зданий или заклинания. После гибели юнита на поле боя остаётся тело, которое быстро разлагается. На некоторое время на юнит могут быть наложены различные эффекты (например, ужас — замедление юнита и лишение возможности атаковать).
Система опыта в игре позволяет юнитам повышать уровень, а вместе с ним и характеристики. Варлорд получает опыт вместе со всеми юнитами под его командованием. Получив несколько уровней, юнит может стать свитой Варлорда, приобретая уникальное имя, однако некоторые типы юнитов взять в свиту невозможно (драконы, големы, осадные машины). Максимальный уровень юнита в игре — двадцатый, максимальный уровень Варлорда не ограничен. Титаны не могут получать опыт.

## Обзоры игры
| Сводный рейтинг | Сводный рейтинг |
| Агрегатор       | Оценка          |
| --------------- | --------------- |
| GameRankings    | 72,91 %         |

- Крупнейший российский портал игр Absolute Games поставил игре 80 %. Обозреватель отметил превосходный геймплей, идеальный игровой баланс, а также невысокие системные требования. К недостаткам была отнесена устаревшая графика. Вердикт: «За время знакомства с Warlords Battlecry 3 моя стойкая нелюбовь к „классическим“ фэнтези-RTS растаяла, как позабытое на столе мороженое. Не бывает скучных жанров, бывают скучные, посредственные проекты. В Infinite Interactive не собирались попирать каноны, справедливо рассудив, что известная поговорка про плохого танцора соотносится с любым видом человеческой деятельности. Почти все недостатки предшественницы были успешно устранены, и мы получили одну из тех редких игр, на которые действительно „подсаживаешься“. Проверьте сами.».[3]
- Страна Игр поставила игре 7,0 из 10 баллов[4].
- Журнал Игромания поставил игре 7,5 баллов из десяти, сделав следующее заключение: «Фанатам предыдущих серий — потреблять и обязательно просить добавки. Простые любители стратегий также могут ознакомиться. Для расширения кругозора»[5].